# Tarbagataj
Tarbagataj (kazašsky Тарбағатай, Tarbağataj, rusky хребет Тарбагатай, hrebet Tarbagataj, čínsky 塔尔巴哈台山, Tarbagatay Shan, pinyin Tǎěrbāhātái shān, český přepis Tcha-er-pa-cha-tchaj-šan) je horské pásmo ležící ve Východním Kazachstánu a v severozápadní části Ujgurska. Pohoří je bohaté na krasové jevy. V jeho nižších partiích se nacházejí polopouště a stepi, vyšší oblasti jsou skalnaté. Stromy se vyskytují jen vzácně.
Tarbagataj na severozápadě navazuje na Kazašskou pahorkatinu. Na severu je zřetelně oddělen od Altaje kotlinou řeky Irtyš a jezera Zajsan. Na čínském (ujgurském) území nese název Tarbagatay Shan také pásmo navazující v šikmém jihozápadně-severovýchodním směru podél čínsko-kazachstánské hranice. Oba hřbety tak svírají ostrý úhel, v němž je až u hranice uzavřeno čínské město Tcha-čcheng (Tacheng, Qoqek). Průsmyk Džungarská brána na jihozápadním konci odděluje Tarbagataj od Džungarského Alatau. Průsmyk spojuje kotlinu kazachstánského jezera Alakol na severozápadě s Džungarskou pánví na čínském území na východě; z kazachstánské strany sem vede silnice a železnice.
Některé prameny řadí Tarbagataj pod Východní Ťan-šan.

## Členění
V užším smyslu se název Tarbagataj vztahuje na horské pásmo, které se táhne rovnoběžkovým směrem mezi kotlinou jezera Zajsan na severu a Alakol na jihu. U kazachstánského města Ajaguz navazuje na Kazašskou pahorkatinu, kulminuje horou Tastau (2992 m n. m.) Zhruba v polovině délky, severně od čínského města Tcha-čcheng (Qoqek), se potká s kazachstánsko-čínskou hranicí, která sem přichází z jihu, a stává se hraničním hřebenem. Asi 50 km jižně od města Zajsan se potkává s masívem Saur.
V ostrém úhlu k tomuto vlastnímu Tarbagataji, ze severovýchodu na jihozápad, se táhne řetěz několika více méně oddělených horských skupin, které přinejmenším z čínské strany nesou také název Tarbagatay Shan. Starší ruské prameny je vyčleňují jako samostatné pohoří Saur.
Nejdále na severovýchod leží vlastní skupina Saur (kazašsky Sauyr žotasy). Nachází se jihovýchodně od kazachstánského jezera Zajsan a města Ajnabulak. Z jihozápadu na sever jí prochází kazachstánsko-čínská hranice. Tato skupina kulminuje horou Muztau (čínsky Musi Daoshan, 3816 m n. m.), která je současně nejvyšším bodem celé tarbagatajské oblasti.
Na jihozápadě na Saur volně navazuje další skupina, která leží východně od čínských měst Tcha-čcheng (Qoqek) a Emin, jihozápadně od města Hoboksar, a nachází se téměř celá na čínském území. Dosahuje nadmořských výšek přes 2400 m.
Nejjižnější skupina, rovněž převážně na čínském území, leží jižně od Tcha-čchengu, východně od kazachstánského jezera Alaköl a severovýchodně od Džungarské brány, která ji dělí od Džungarského Alatau. Dosahuje nadmořských výšek kolem 3200 m (Ba'erlu Keshan).

## Geologie
Ve stavbě masívu převládá žula, místy s výlevy dioritu a jaspisu. Jílovitá břidlice se nachází pouze na některých horách, mezi jinými i na Tas-tau. Velmi rozšířená je mastková břidlice a krystalický vápenec. V podloží hory Maral-čeku převládá porfyr, na východním konci Tarbagataje u průsmyku Borgussutaj jsou hory tvořeny z pískovce a v oblasti Sebety z konglomerátů.

## Fauna
V pustých soutěskách žijí horské ovce (Ovis argali), koroptve, a vysoko v horách mnoho svišťů (kyrgyzsky se svišť řekne тарбага (tarbaga), odtud název pohoří). Také zde žijí zajíci, tarbíci, vlci, nevelký jelen (místními obyvateli nazývaný елик / jelik). V polovině 80. let 20. století zde ještě bylo možné potkat medvěda. V rozsedlinách kamenných svahů žije zvláštní druh myší; mnohaleté nánosy jejich trusu se podílejí na vzniku proslulého mumia.